# Sprechstellenschaltung
Als Sprechstellenschaltung bezeichnet man bei Festnetztelefonen die technische Ausführungsweise der Mikrofonspeisung (Sprechkreisstromversorgung) der Sprechstellen (Telefone).
Zur Sprachübermittlung diente in den Anfangszeiten der Fernsprechtechnik der Bellsche Fernsprecher. Bei diesem wurde nur ein Bauteil für Sprechen und Hören verwendet. Beim Sprechen wurde eine Induktionsspannung (Sprechwechselspannung) erzeugt, die über eine Leitung zur Gegenstelle übertragen wurde; eine separate Spannungsversorgung war nicht vorhanden. Diese Form der Übermittlung genügte bezüglich Reichweite und Verständigungsqualität schon bald nicht mehr den Anforderungen. Es wurden Fernsprecher (Telefonapparate) mit getrennten Bauteilen für Sprechen (Mikrofon) und Hören (Fernhörer) entwickelt. Für den Betrieb des Mikrofons wurde eine Spannungsversorgung erforderlich. In der Betriebsweise führte die Entwicklung über die Verwendung einer beim Teilnehmer aufgestellten Batterie („Ortsbatterie“; OB-Betrieb) zur zentral „im Amt“ aufgestellten Batterie („Zentralbatterie“; ZB-Betrieb). Damit das Mikrofon mit der Batteriespannung versorgt wird, der Fernhörer aber nicht vom Gleichstrom durchflossen wird, ist je nach Betriebsart beim Telefonapparat („Sprechstelle“) eine entsprechende Sprechstellenschaltung erforderlich. Bei der Verwendung einer Ortsbatterie spricht man vom OB-Betrieb und von der OB-Sprechstellenschaltung, bei der Zentralbatterie vom ZB-Betrieb und von der ZB-Sprechstellenschaltung.

## OB-Betrieb

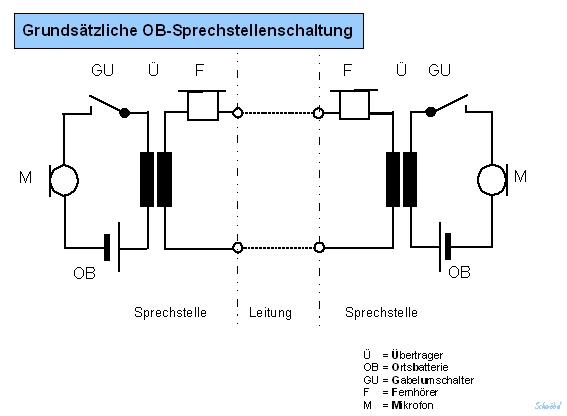
Grundschaltung OB-Betrieb

Beim Ortsbatterie-Betrieb (OB-Betrieb, auch Ortsbetrieb genannt), befindet sich die Spannungsquelle zur Speisung des Mikrofons an Ort und Stelle, das heißt beim Teilnehmer. In der Leitung fließt kein Gleichstrom, sondern nur der induktiv auf die Leitung übertragene Sprechwechselstrom. Nachteilig beim OB-Betrieb im Vergleich zum ZB-Betrieb ist der größere technische Aufwand in der Sprechstelle sowie die Notwendigkeit, bei jeder Sprechstelle eine eigene Spannungsquelle bzw. wartungsintensive Batterie oder Akku betreiben zu müssen. Der OB-Betrieb steht in der Fernsprechtechnik auch für Feldtelefonsysteme, die keine eigenen Vorrichtungen für den automatischen Selbstwählbetrieb besitzen.  

### OB-Sprechstellenschaltung

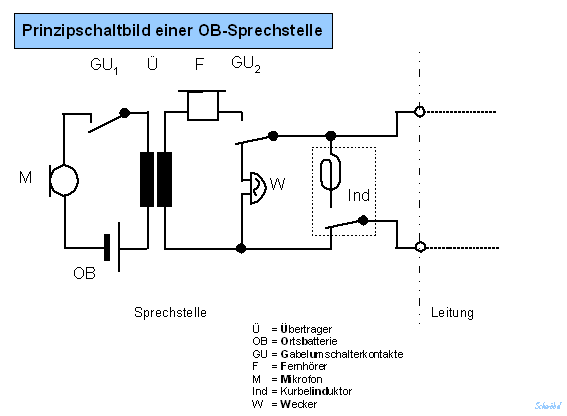
Prinzipschaltung einer OB-Sprechstelle

Bei der OB-Sprechstellenschaltung ist das Mikrofon der Sprechstelle (Telefonapparat) in einem besonderen Stromkreis induktiv, mittels Übertrager, an die Leitung gekoppelt. Der Fernhörer liegt in der Leitung. 

### Vorteile der OB-Technik bei Feldtelefonen
Die OB-Technik von Feldtelefonen ist einfacher und betriebssicherer als die modernere Selbstwähltechnik mit Impulswahlverfahren, weil einseitige Masseverbindungen keine Wählstörungen oder einen Ausfall der oft provisorisch verlegten Telefonleitungen hervorrufen können. Auch die Kombination mit der TF-Technik und Wechselstromtelegrafie ist über kurze Entfernungen möglich.

### Anwendungsbereiche
Öffentliche Telefonnetze wurden nur in den Anfangszeiten der Fernsprechtechnik im OB-Betrieb betrieben. Heute werden OB-Telefone noch als so genannte Feldtelefone bei Militär (zum Beispiel Bundeswehr), Katastrophenschutzverbänden (zum Beispiel Technisches Hilfswerk) und als Streckenfernsprecher bei den Eisenbahnen, etwa bei der ÖBB, eingesetzt. Telefone im OB-Modus besitzen normalerweise keine Wählscheibe oder Tastatur, sondern lediglich eine Induktionsspule mit Kurbel, um die Gegenstelle zu rufen. Sind mehrere Teilnehmer an der Leitung angeschlossen, wird es beim Drehen an der Kurbel bei jedem anderen Teilnehmer läuten. Soll ein komplexeres Netzwerk aufgebaut werden, ist dies nur mit Handvermittlung möglich.

## ZB-Betrieb

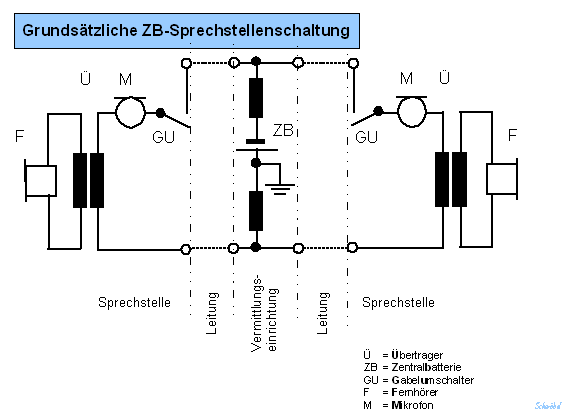
Grundschaltung ZB-Betrieb

Beim Zentralbatterie-Betrieb (ZB-Betrieb) befindet sich die Spannungsquelle zur Speisung des Mikrofons an einer zentralen Stelle, im Allgemeinen in der Vermittlungseinrichtung. Beim Sprechen fließt in der Leitung ein mit Sprechwechselstrom überlagerter Gleichstrom. Der Sprechwechselstrom wird induktiv auf den Hörerstromkreis übertragen.

### ZB-Sprechstellenschaltung

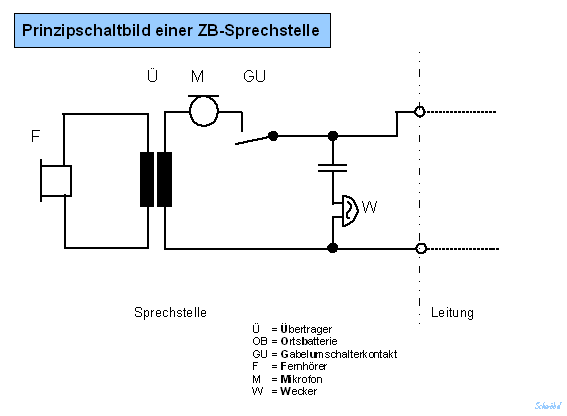
Prinzipschaltung einer ZB-Sprechstelle

Bei der ZB-Sprechstellenschaltung liegt das Mikrofon der Sprechstelle (Telefonapparat) in der Leitung. Der Fernhörer ist in einem besonderen Stromkreis induktiv, mittels Übertrager, an die Leitung gekoppelt.  

### W-Sprechstellenschaltung
Mit Einführung des Selbstwählverkehrs wurde eine Erweiterung der ZB-Sprechstellenschaltung erforderlich. Die W-Sprechstellenschaltung unterscheidet sich von der ZB-Sprechstellenschaltung dadurch, dass in den Telefonapparaten ein Bauteil zum Wählen (Nummernschalter, Tastenwahlblock) eingebaut ist. Die Herstellung der gewünschten Verbindung erfolgt nicht mehr per Handvermittlung, sondern durch eine Vermittlungseinrichtung. Die ursprüngliche Grundschaltung für ZB-Betrieb ändert sich nicht, es kommt lediglich das Wählbauteil hinzu.

### Anwendungsbereich
Alle modernen öffentlichen Telefonnetze im Festnetz arbeiten prinzipiell im ZB-Betrieb und gestatten den Selbstwählbetrieb.

### Weiterentwicklung
Seit den 1920er Jahren wird ein besonderer Übertrager mit einer speziell gewickelten Primärspule verwendet. Diese besteht aus zwei gegensinnig gewickelten Spulenwicklungen mit Mittelabgriff. Da bei der heutigen Schaltung das Mikrofon zwischen Leitung und Mittelabgriff geschaltet ist, hebt sich durch die gegensinnig gewickelte Primärspule das Signal des eigenen Mikrofons zum größten Teil auf (Gabelschaltung für die Rückhördämpfung), während der andere Teilnehmer unverändert durch den Fernhörer hörbar ist. Diese Rückhördämpfung wurde bis in die 1960er Jahre hinein durch Hinzuschalten von Kondensatoren und Widerständen einer stetigen Weiterentwicklung unterzogen. Seit den späten 1980er Jahren wird der Übertrager durch Widerstandsbrücken in Verbindung mit elektronischen IC-Verstärkerschaltungen simuliert. Eine vollständige Rückhördämpfung ist allerdings nicht das Ziel, da dies beim sprechenden Teilnehmer den Eindruck einer „toten Leitung“ erweckt, wenn der andere Teilnehmer stumm ist.

### Nachteile des ZB-Betriebes
Ein Ausfall der zentralen Stromversorgung kann das Telefonnetz und die einzelnen ZB-Apparate funktionslos machen. Außerdem muss das Leitungsnetz höheren Ansprüchen bezüglich der Isolation genügen. Deshalb wurden Feldfernmeldenetze häufig als OB-Netz ausgeführt.